# Fine secolo
Fine secolo è una serie televisiva italiana del 1999, con Lino Capolicchio, Sergio Fantoni, Arnoldo Foà, Paola Quattrini, Pino Micol, Fabrizio Contri e Mirco Petrini, per la regia di Gianni Lepre.